# Tiosulfat de sodi
El tiosulfat de sodi és un compost inorgànic, del grup de les sals, que està constituït per anions tiosulfat {\displaystyle {\ce {S2O3^{2-}}}} i cations sodi (1+) {\displaystyle {\ce {Na+}}}, la qual fórmula química és {\displaystyle {\ce {Na2S2O3}}}.

## Propietats
El tiosulfat de sodi és un sòlid cristal·lí incolor que cristal·litza en el sistema monoclínic. La seva densitat és d'1,667 g/cm³ i punt de fusió 48,5 °C. És soluble dins aigua i la seva solubilitat augmenta amb la temperatura. A 20 °C és de 20,9 g en 100 g d'aigua, i a 100 °C de 231 g en 100 g d'aigua). És pràcticament insoluble en etanol.

## Aplicacions
S'usa com antídot per a la intoxicació per cianur, ja que el tiosulfat ajuda en la conversió del cianur a tiocianat.
Es subministra a vegades a pacients que sofreixen de càncer i són tractats amb cisplatí, per calmar els efectes del medicament.